# Na Hromnice o den více

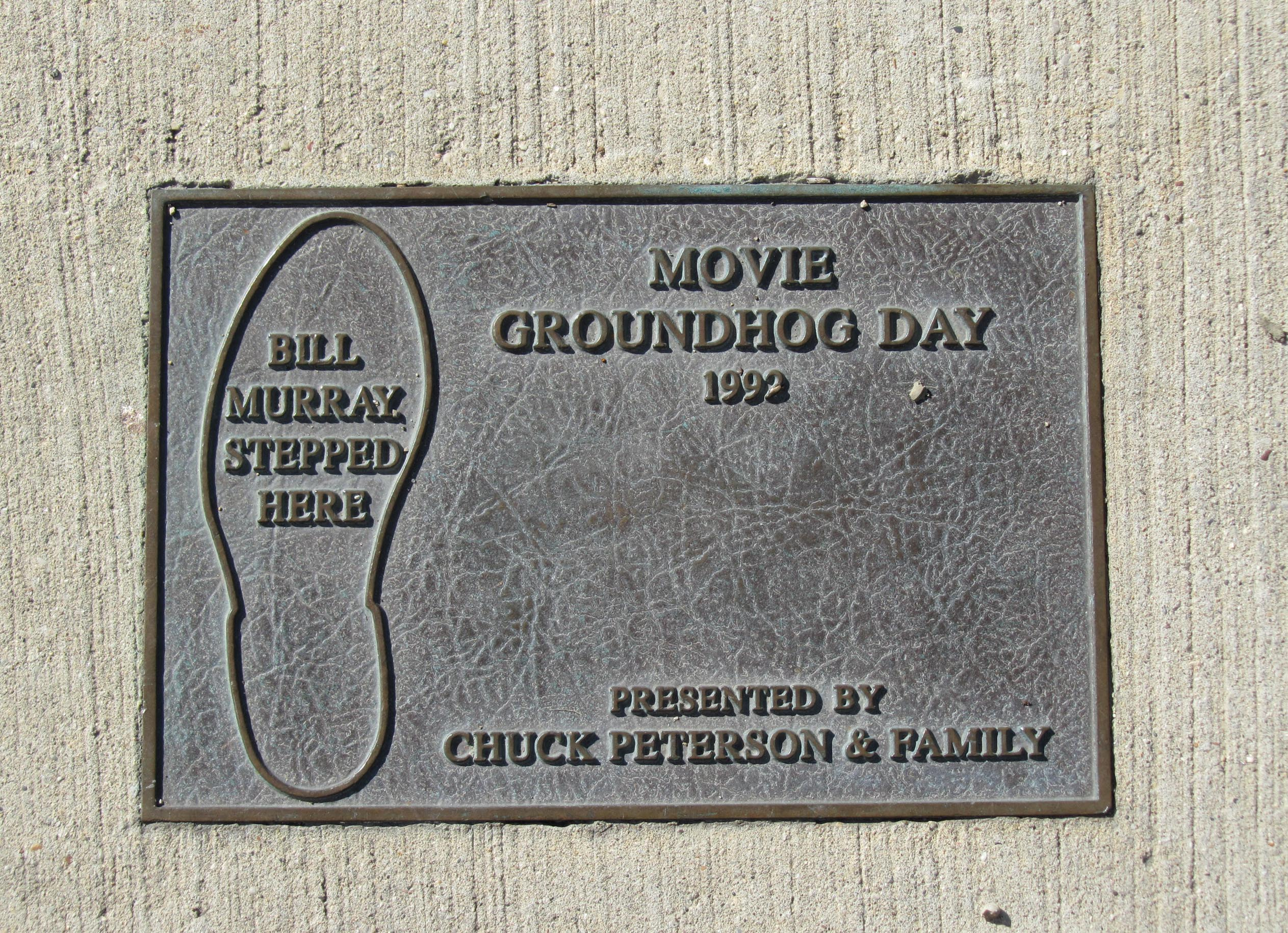
Oficiální pamětní deska filmu (Na Hromnice o den více) městečko Woodstock, USA stát Illinois

Na Hromnice o den více je americká filmová komedie z roku 1993.

## Příběh
Děj filmu je zasazen do městečka Punxsutawney, kde blížící se příchod jara tradičně vždy každého 2. února za svítání předpovídá místní živý maskot – svišť Phil. Tuto oslavu Hromnic přijel do městečka natočit (již poněkolikáté) malý televizní štáb: kameraman (Chris Elliott), mladá produkční Rita (Andie MacDowell) a moderátor – televizní specialista na meteorologii (a jmenovec sviště) – moderátor počasí Phil (Bill Murray). Phil je samolibý, vším otrávený, blazeovaný snob a cynik, kterého realizace reportáže zjevně nudí a po jejím natočení trvá na okamžitém odjezdu z městečka. Odjezd televizního štábu je ale znemožněn náhlou sněhovou kalamitou, která přinutí jeho členy přenocovat v místním hotelu. Phil ignoruje naléhání produkční Rity, aby se s ní a kameramanem zúčastnil hotelového večírku a odchází spát sám do svého pokoje. Ráno se ovšem Phil probudí opět do 2. února, opět je nucen udělat reportáž ze slavnostního ceremoniálu se svištěm a celý den 2. února se jen jemu v časové smyčce stále mnohokrát opakuje. Phil je nejprve celou situací zaskočen. Když jej ani dokonaná sebevražda z časové smyčky nevysvobodí a události 2. února (Hromnice) se stále opakují, začne využívat svých znalostí o tom, co se ten den stane, také i ve prospěch ostatních obyvatel městečka Punxsutawney. S tím, jak Phil svůj den prožívá stále znova (a není z něho úniku) začíná se zdokonalovat v některých zálibách a činnostech a jeho povaha se postupně mění k lepšímu. Zároveň se prohlubuje i jeho vztah k produkční Ritě. Nakonec Phil získává její sympatie a lásku a jednoho dne se ve svém hotelovém pokoji ráno probudí (společně s Ritou) do nového dne – 3. února.

## Obsazení
| Bill Murray        | Phil Connors      |
| Andie MacDowell    | Rita Hansonová    |
| Chris Elliott      | kameraman Larry   |
| Stephen Tobolowsky | Ned Ryerson       |
| Brian Doyle-Murray | Buster Green      |
| Marita Geraghty    | Nancy Taylorová   |
| Angela Paton       | paní Lancasterová |
| Rick Ducommun      | Gus               |
| Rick Overton       | Ralph             |
| Robin Duke         | servírka Doris    |